# Vučinići (Chorwacja)
Vučinići – wieś w Chorwacji, w żupanii primorsko-gorskiej, w mieście Vrbovsko. W 2011 roku liczyła 64 mieszkańców.